# Communauté de communes de la Vallée du Garon
Die Communauté de communes de la Vallée du Garon, abgekürzt CCVG ist ein französischer Gemeindeverband mit Rechtsform einer Communauté de communes im Département Rhône, dessen Verwaltungssitz sich in dem Ort Brignais befindet. Sein Gebiet erstreckt sich wenige Kilometer südwestlich von Lyon und umfasst den vom Fluss Garon geformten, südlichen Teil der Berglandschaft Monts du Lyonnais. Der Ende 1996 gegründete Gemeindeverband besteht aus fünf Gemeinden auf einer Fläche von 49,8 km2, sein Präsident ist Jean-Louis Imbert.

## Aufgaben
Zu den vorgeschriebenen Kompetenzen gehören die Entwicklung und Förderung wirtschaftlicher Aktivitäten und des Tourismus sowie die Raumplanung auf Basis eines Schéma de Cohérence Territoriale. Der Gemeindeverband bestimmt die Wohnungsbaupolitik und betreibt die Müllabfuhr und ‑entsorgung sowie die Straßenmeisterei. Zusätzlich baut und unterhält der Verband Sporteinrichtungen und fördert Veranstaltungen in diesem Bereich.

## Mitgliedsgemeinden
Folgende fünf Gemeinden gehören der Communauté de communes de la Vallée du Garon an:
| Gemeinde                                     | Einwohner 1. Januar 2022 | Fläche km² | Dichte Einw./km² | Code INSEE | Postleitzahl |
| -------------------------------------------- | ------------------------ | ---------- | ---------------- | ---------- | ------------ |
| Brignais                                     | 12.330                   | 10,36      | 1.190            | 69027      | 69530        |
| Chaponost                                    | 9.217                    | 16,32      | 565              | 69043      | 69630        |
| Millery                                      | 4.323                    | 9,22       | 469              | 69133      | 69390        |
| Montagny                                     | 3.212                    | 8,30       | 387              | 69136      | 69700        |
| Vourles                                      | 3.353                    | 5,60       | 599              | 69268      | 69390        |
| Communauté de communes de la Vallée du Garon | 32.435                   | 49,80      | 651              | –          | –            |